# U-32 (tàu ngầm Đức) (1937)
U-32 là một tàu ngầm tấn công  Lớp Type VII thuộc phân lớp Type VIIA được Hải quân Đức Quốc Xã chế tạo trước Chiến tranh Thế giới thứ hai. Nhập biên chế năm 1937, nó đã thực hiện được chín chuyến tuần tra trong chiến tranh, đánh chìm được hai mươi tàu buôn với tổng tải trọng 116.836 GRT, đồng thời gây hư hại cho bốn tàu buôn và tàu tuần dương hạng nhẹ HMS Fiji, trước khi bị các tàu khu trục Anh HMS Harvester và HMS Highlander đánh chìm tại vùng biển phía Tây Bắc Ireland vào ngày 30 tháng 10, 1940.

## Thiết kế và chế tạo

### Thiết kế
Tàu ngầm Type VII được thiết kế căn bản dựa trên những kiểu tàu ngầm của Đế quốc Đức thời Chiến tranh Thế giới thứ nhất. Chúng có trọng lượng choán nước 626 t (616 tấn Anh) khi nổi và 745 t (733 tấn Anh) khi lặn), con tàu có chiều dài chung 64,51 m (211 ft 8 in), lớp vỏ trong chịu áp lực dài 45,50 m (149 ft 3 in), mạn tàu rộng 5,58 m (18 ft 4 in), chiều cao 9,50 m (31 ft 2 in) và mớn nước 4,37 m (14 ft 4 in).
Chúng trang bị hai động cơ diesel MAN M 6 V 40/46 6-xy lanh 4 thì, tổng công suất 2.100–2.310 PS (1.540–1.700 kW; 2.070–2.280 bhp) ở tốc độ vòng quay 470-485 vòng mỗi phút, cho phép đạt tốc độ tối đa 17 kn (31 km/h), và tầm hoạt động tối đa 6.200 nmi (11.500 km) khi đi tốc độ đường trường 10 kn (19 km/h). Khi đi ngầm dưới nước, chúng sử dụng hai động cơ/máy phát điện Brown, Boveri & Cie GG UB 720/8 tổng công suất 750 PS (550 kW; 740 shp). Tốc độ tối đa khi lặn là 8 kn (15 km/h), và tầm hoạt động 95 nmi (176 km) ở tốc độ 4 kn (7,4 km/h).
Vũ khí trang bị có năm ống phóng ngư lôi 53,3 cm (21 in), bao gồm bốn ống trước mũi và một ống phía đuôi, và mang theo tổng cộng 11 quả ngư lôi, hoặc tối đa 22 quả thủy lôi TMA, hoặc 33 quả TMB. Tàu ngầm Type VIIA bố trí một hải pháo 8,8 cm SK C/35 cùng một pháo phòng không 2 cm (0,79 in) trên boong tàu. Thủy thủ đoàn bao gồm 4 sĩ quan và 40-56 thủy thủ.

### Chế tạo
U-32 được đặt hàng vào ngày 1 tháng 4, 1935, rõ ràng là một vi phạm Hiệp ước Versailles do điều khoản cấm Đức sở hữu tàu ngầm. Nó được đặt lườn tại xưởng tàu của hãng AG Weser tại Bremen vào ngày 15 tháng 3, 1936, hạ thủy vào ngày 25 tháng 2, 1937, và nhập biên chế cùng Hải quân Đức Quốc Xã vào ngày 15 tháng 4, 1937 dưới quyền chỉ huy của Hạm trưởng, Đại úy Hải quân Werner Lott.

## Lịch sử hoạt động
Từ tháng 11, 1936, U-32 đã tham gia trong Chiến dịch Ursula, là hoạt động của tàu ngầm Đức hỗ trợ cho lực lượng hải quân của tướng Francisco Franco trong cuộc Nội chiến Tây Ban Nha.
Trong suốt quãng đời phục vụ, U-32 đã thực hiện được tổng cộng chín chuyến tuần tra, đánh chìm được hai mươi tàu buôn với tổng tải trọng 116.836 GRT, đồng thời gây hư hại cho năm chiếc khác, bao gồm tàu tuần dương hạng nhẹ HMS Fiji. Vào ngày 28 tháng 10, 1940, dưới quyền chỉ huy của Hạm trưởng, Trung úy hải quân Hans Jenisch, nó đã đánh chìm chiếc tàu biển chở hành khách RMS Empress of Britain 42.348 GRT vốn trước đó đã bị hư hại do trúng bom. Empress of Britain trở thành con tàu lớn nhất từng bị một tàu ngầm U-boat đánh chìm.

### Bị mất
Vào ngày 30 tháng 10, 1940, U-32 bị các tàu khu trục Anh HMS Harvester và HMS Highlander tấn công bằng mìn sâu ở vị trí về phía Tây Bắc Ireland, và đắm tại tọa độ 55°37′B 12°19′T / 55,617°B 12,317°T. Chín thành viên thủy thủ đoàn đã tử trận, và 33 người sống sót đã bị bắt làm tù binh chiến tranh.

### Các "Bầy sói" từng tham gia
U-32 từng tham gia "Bầy sói":
- Prien (12 đến 17 tháng 6, 1940)

### Tóm tắt chiến công
U-32 đã đánh chìm được hai mươi tàu buôn với tổng tải trọng 116.836 GRT, đồng thời gây hư hại cho bốn tàu buôn và tàu tuần dương hạng nhẹ HMS Fiji:
| Ngày              | Tên tàu            | Quốc tịch              | Tải trọng | Số phận         |
| ----------------- | ------------------ | ---------------------- | --------- | --------------- |
| 18 tháng 9, 1939  | Kensington Court   | United Kingdom         | 4.863     | Bị đánh chìm    |
| 28 tháng 9, 1939  | Jern]              | Norway                 | 875       | Bị đánh chìm    |
| 5 tháng 10, 1939  | Marwarri           | United Kingdom         | 8.063     | Bị hư hại (mìn) |
| 6 tháng 10, 1939  | Lochgoil           | United Kingdom         | 9.462     | Bị hư hại (mìn) |
| 31 tháng 12, 1939 | Luna               | Norway                 | 959       | Bị đánh chìm    |
| 2 tháng 3, 1940   | Lagaholm           | Sweden                 | 2.818     | Bị đánh chìm    |
| 18 tháng 6, 1940  | Altair             | Norway                 | 1.522     | Bị đánh chìm    |
| 18 tháng 6, 1940  | Nuevo Ons          | Spain                  | 108       | Bị đánh chìm    |
| 18 tháng 6, 1940  | Sálvora            | Spain                  | 108       | Bị đánh chìm    |
| 19 tháng 6, 1940  | Labud              | Yugoslavia             | 5.334     | Bị đánh chìm    |
| 22 tháng 6, 1940  | Eli Knudsen        | Norway                 | 9.026     | Bị đánh chìm    |
| 30 tháng 8, 1940  | Chelsea            | United Kingdom         | 4.804     | Bị đánh chìm    |
| 30 tháng 8, 1940  | Mill Hill          | United Kingdom         | 4.318     | Bị đánh chìm    |
| 30 tháng 8, 1940  | Norne              | Norway                 | 3.971     | Bị đánh chìm    |
| 1 tháng 9, 1940   | HMS Fiji           | Hải quân Hoàng gia Anh | 8.000     | Bị hư hại       |
| 22 tháng 9, 1940  | Collegian          | United Kingdom         | 7.886     | Bị hư hại       |
| 25 tháng 9, 1940  | Mabriton           | United Kingdom         | 6.694     | Bị đánh chìm    |
| 26 tháng 9, 1940  | Corrientes         | United Kingdom         | 6.863     | Bị hư hại       |
| 26 tháng 9, 1940  | Darcoila           | United Kingdom         | 4.084     | Bị đánh chìm    |
| 26 tháng 9, 1940  | Tancred            | Norway                 | 6.094     | Bị đánh chìm    |
| 28 tháng 9, 1940  | Empire Ocelot      | United Kingdom         | 5.759     | Bị đánh chìm    |
| 29 tháng 9, 1940  | Bassa              | United Kingdom         | 5.267     | Bị đánh chìm    |
| 30 tháng 9, 1940  | Haulerwijk         | Netherlands            | 3.278     | Bị đánh chìm    |
| 2 tháng 10, 1940  | Kayeson            | United Kingdom         | 4.606     | Bị đánh chìm    |
| 28 tháng 10, 1940 | Empress of Britain | United Kingdom         | 42.348    | Bị đánh chìm    |